# Radisson (Québec)
Radisson, op sommige onofficiële kaarten ook wel La Grande genoemd, is een dorp vlak bij de waterkrachtcentrale Robert-Bourassa aan de La Grande Rivière in de regio Jamésie in Québec (Canada). Het maakt deel uit van de regionale overheid Eeyou Istchee Baie-James, welke vrijwel de gehele regio Jamésie beslaat. Geografisch gezien ligt Radisson halverwege het meest zuidelijke en meest noordelijke punt van Québec.

## Activiteiten

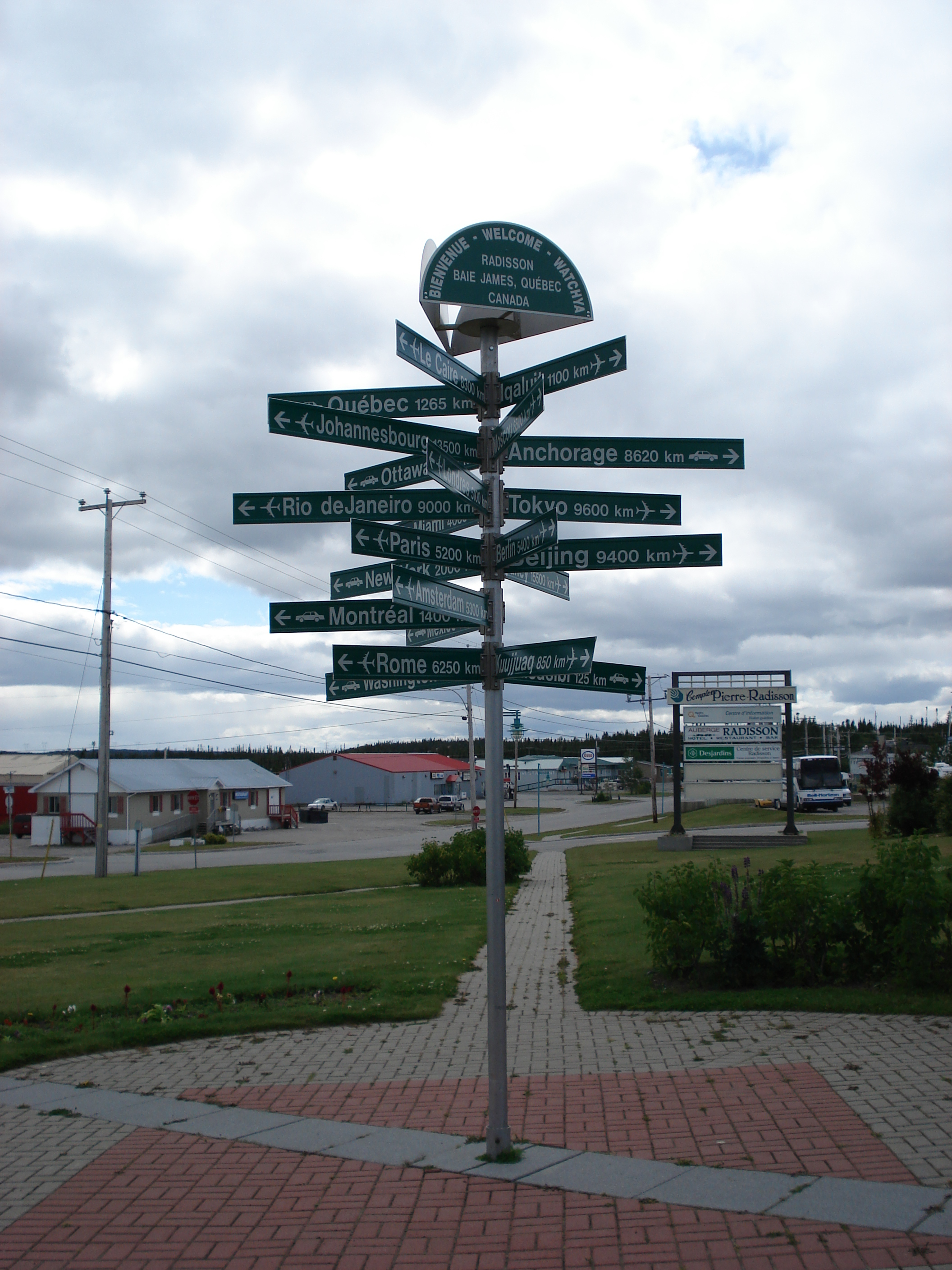
Toeristische wegwijzerpaal in het centrum van Radisson.

Radisson is vernoemd naar de 17de-eeuwse Franse ontdekkingsreiziger Pierre-Esprit Radisson en werd gesticht in 1974 om onderdak te verlenen aan de arbeiders van een waterkrachtproject, het James Bay Project. Op het hoogtepunt van de bouwwerkzaamheden in 1977 was het aantal inwoners gestegen tot ongeveer 2.500 en sindsdien fluctueert het inwonertal. In 2016 telde de gemeenschap 468 inwoners. De voornaamste werkgever is het staatsnutsbedrijf Hydro-Québec en zijn grootste dochteronderneming, de Société de l'énergie de la Baie James (Engels: James Bay Energy Corporation). Veel inwoners werken ook in de toeristische sector en de horeca, die het vooral moeten hebben van buitensportbeoefenaars, zoals vissers en jagers, en kampeerders.
Hoewel Radisson afgelegen ligt, biedt het inwoners en reizigers toch veel voorzieningen, zoals het vliegveld La Grande Rivière, twee tankstations, een hotel, een motel, een kampeerterrein (alleen tijdens de zomer geopend), een winkel, restaurants, souvenirwinkels, een school en een ziekenhuis. Ook worden er vanuit het dorp rondleidingen georganiseerd in de waterkrachtcentrale Robert-Bourassa.

## Bereikbaarheid
Het dorp is over de weg bereikbaar vanuit Matagami, dat 620 kilometer zuidelijker ligt. Deze weg, genaamd Route de la Baie James (Engels:James Bay Road), werd aangelegd ten tijde van het waterkrachtproject halverwege de jaren zeventig van de twintigste eeuw. Afgezien van een 24-uurstankstation met eetgelegenheid en logies ter hoogte van kilometerpaal 381 zijn er langs de weg geen voorzieningen te vinden. Doordat de verharde weg goed wordt onderhouden en er tijdens de winter sneeuw wordt geruimd, is Radisson het gehele jaar door bereikbaar.
La Grande Rivière Airport, op ca. 30 kilometer van het dorpscentrum gelegen, heeft zes lijndienstvluchten per week van en naar Montréal-Pierre Elliott Trudeau International Airport, Kuujjuarapik en Puvirnituq, verzorgd door Air Inuit. Daarnaast wordt het vliegveld regelmatig gebruikt voor chartervluchten, meestal in opdracht van Hydro-Québec.
Het Cree-dorp Chisasibi ligt ongeveer 100 kilometer naar het westen, nabij de uitmonding van La Grande Rivière. Naar het oosten voert de Route Transtaïga (Engels: Trans-Taiga Road) naar het Caniapiscau Reservoir en het voormalig arbeiderskamp Caniapiscau, dat dateert uit de tijd van de aanleg van het reservoir. Tegenwoordig wordt het uitgebaat door een leverancier van vis- en jachtuitrustingen.